# 司馬褧
司馬褧（？—518年），字元素，河内郡温县（今河南省焦作市温县）人，南梁官员。曾祖父司馬純之是東晉大司農、高密敬王；祖父司馬讓之曾擔任員外常侍；父親司馬燮熟悉《三禮》，在南齊官至國子博士。

## 生平
司馬褧年輕時就繼承家業，專心一志，經常閱讀書本，涉獵了很多禮文書籍。沛國劉曁獻是儒學宗師，嘉奖他的學問，十分欣賞。他年少和樂安任昉友好，任昉亦推崇他。最初司馬褧為國子生，以奉朝請起家，轉任王府行參軍。天監初年，朝廷下詔尋找儒者整理五禮，有人推舉他整理嘉禮，於是除授尚書祠部郎中。當時定制的禮樂，司馬褧給予的意見大多付諸實行，任步兵校尉，兼中書通事舍人。司馬褧特別精通事數，關於國家吉凶禮，當世名儒明山賓、賀蒨不能判斷時，都找他決定。
其後司馬褧曾擔任正員郎、鎮南諮議參軍，仍然兼任舍人。又遷官尚書右丞，出任仁威長史、長沙內史，除授雲騎將軍，兼御史中丞，很快改為正任。天監十六年（517年），司馬褧獲任命為宣毅將軍、南康王蕭績的長史、負責府國和石頭戍軍事；他雖然外任，但朝廷下令預留文德殿和武德殿給他去請安，不限日子。次年（518年），遷任明威將軍、晉安王蕭綱長史，不久去世。朝廷下令記室庾肩吾收集他的文章十卷，著作《嘉禮儀注》一百一十二卷。

## 引用
1. 1 2  《梁書·卷四十·列傳第三十四》：司馬褧字元素，河內溫人也。曾祖純之，晉大司農高密敬王。祖讓之，員外常侍。父燮，善《三禮》，仕齊官至國子博士。
2. 1 2  《南史·卷六十二·列傳第五十二》：司馬褧字元表，河內溫人也。曾祖純之，晉大司農高密敬王。祖讓之，員外常侍。父燮，善三禮，仕齊位國子博士。
3. ↑  《梁書·卷四十·列傳第三十四》：褧少傳家業，強力專精，手不釋卷，其禮文所涉書，略皆遍睹。沛國劉曁獻爲儒者宗，嘉其學，深相賞好。少與樂安任昉善，昉亦推重焉。初爲國子生，起家奉朝請，稍遷王府行參軍。天監初，詔通儒治五禮，有司舉褧治嘉禮，除尚書祠部郎中。是時創定禮樂，褧所議多見施行。除步兵校尉，兼中書通事舍人。褧學尤精於事數，國家吉凶禮，當世名儒明山賓、賀蒨等疑不能斷，皆取決焉。
4. ↑  《南史·卷六十二·列傳第五十二》：褧少傳家業，強力專精，手不釋卷。沛國劉瓛為儒者宗，嘉其學，深相賞好。與樂安任昉善，昉亦推重之。梁天監初，詔通儒定五禮，有舉褧修嘉禮，除尚書祠部郎。時創定禮樂，褧所建議，多見施行。兼中書通事舍人，每吉凶禮，當時名儒明山賓、賀瑒等疑不能斷者，皆取決焉。
5. ↑  《梁書·卷四十·列傳第三十四》：累遷正員郎、鎮南諮議參軍，兼舍人如故。遷尚書右丞。出爲仁威長史、長沙內史。還除雲騎將軍，兼御史中丞，頃之卽真。十六年，出爲宣毅南康王長史、行府國並石頭戍軍事。褧雖居外官，有敕預文德、武德二殿長名問訊，不限日。十七年，遷明威將軍、晉安王長史，未幾卒。王命記室庾肩吾集其文爲十卷，所撰《嘉禮儀注》一百一十二卷。
6. ↑  《南史·卷六十二·列傳第五十二》：累遷御史中丞。十六年，出為宣毅南康王長史，行府國並石頭戍軍事。褧雖居外官，有敕預文德、武德二殿長名問訊，不限日。遷晉安王長史，卒。王命記室庾肩吾集其文為十卷。所撰嘉禮儀注一百一十六卷。

## 延伸阅读
[在维基数据编辑]
 《梁書/卷40》，出自姚思廉《梁書》
 《南史·卷62》，出自李延壽《南史》